# Препасков червеноопашков певач
Препасков червеноопашков певач (Myioborus torquatus) е вид птица от семейство Parulidae.

## Разпространение
Видът е разпространен в Коста Рика и Панама.